# Daigo
Imperador Daigo (醍醐天皇, Daigo-tennō, 885 — 930) foi o 60º Imperador do Japão, na lista tradicional de sucessão.

## Vida
Foi o filho mais velho do Imperador Uda. Sua mãe foi Fujiwara no Taneko, filha do Sadaijin Fujiwara no Takafui. Antes da sua ascensão ao trono, seu nome era Atsuhito.
Reinou de 897 a 930. Seu reinado durou 34 anos e foi um dos poucos reinados da Era Heian em que o imperador governou  diretamente,  sem a regência do Clã Fujiwara, ainda que ele próprio pertencia a esse clã.
Em 901 ocorreu o incidente com Sugawara no Michizane, desde fato se conhece muito pouco, já que o próprio imperador ordenou que todos os registros sobre o caso fossem queimados.
Em 905 ordenou a publicação da compilação do Kokin Wakashū ou Kokinshū (古今(和歌)集 , "coleção de poemas antigos e modernos"), com cerca de 1 000 poemas waka.
No final de seu reinado, ocorreram várias calamidades como uma severa inundação em todo Japão em 929; em 930 uma severa tormenta devastou o Palácio Imperial que se incendiou com os raios, provocando a morte de vários burocratas e membros da Corte, acreditaram que era uma maldição feita pelo espírito de Sugawara no Michizane.
Ainda em 930, o Imperador adoece, e temendo morrer rapidamente abdica aos 46 anos de idade, escolhe para substituí-lo seu filho, o Imperador Suzaku. Uma semana depois de sua abdicação, fica recluso em um templo budista, assumindo o nome de Hō-kongō, mas neste mesmo dia falece. Foi enterrado nos arredores do Templo Daigo-ji.
O Imperador Daigo é tradicionalmente venerado em um memorial no santuário xintoísta em Quioto. A Agência da Casa Imperial designa este local como Mausoléu de Daigo. E é oficialmente chamado Nochi no Yamashina no misasagi em Fushimi-ku.

## Daijō-kan
- Sadaijin, Fujiwara no Tadahira (924 - 930)[5]
- Sadaijin, Minamoto no Hikaru (909 - 913)
- Sadaijin, Fujiwara no Tokihira (899 - 909)[5]
- Sadaijin, Fujiwara no Yoshiyo (897)
- Udaijin, Fujiwara no Sadakata (924 - 930)[5]
- Udaijin,  Fujiwara no Tadahira (914 - 924)[5]
- Udaijin, Minamoto no Hikaru (901 - 909)[5]
- Udaijin, Sugawara no Michizane (899 - 901)[5]
- Udaijin, Minamoto no Yoshiari (897)
- Naidaijin, Fujiwara no Takafui[5]